# Марсийак-Валлон (кантон)
Марсийа́к-Валло́н (фр. Marcillac-Vallon) — кантон во Франции, находится в регионе Юг — Пиренеи, департамент Аверон. Входит в состав округа Родез.
Код INSEE кантона — 1216. Всего в кантон Марсийак-Валлон входят 10 коммун, из них главной коммуной является Марсийак-Валлон.

## Коммуны кантона
| Коммуна            | Население, чел. (2006) | Почтовый индекс | Код INSEE |
| ------------------ | ---------------------- | --------------- | --------- |
| Бальсак            | 501                    | 12510           | 12020     |
| Валади             | 1 133                  | 12330           | 12288     |
| Клерво-д’Аверон    | 1 039                  | 12330           | 12066     |
| Марсийак-Валлон    | 1 532                  | 12330           | 12138     |
| Муре               | 476                    | 12330           | 12161     |
| Мюре-ле-Шато       | 272                    | 12330           | 12165     |
| Новьяль            | 454                    | 12330           | 12171     |
| Прюин              | 239                    | 12320           | 12193     |
| Саль-ла-Сурс       | 1 800                  | 12330           | 12254     |
| Сен-Кристоф-Валлон | 1 002                  | 12330           | 12215     |

## Население
Население кантона на 2006 год составляло 9 283 человека.
| 1962  | 1968  | 1975  | 1982  | 1990  | 1999  | 2006  | 2007 |
| ----- | ----- | ----- | ----- | ----- | ----- | ----- | ---- |
| 6 265 | 7 001 | 7 134 | 7 580 | 7 732 | 8 448 | 9 283 | —    |